# Muhen
Muhen (toponimo tedesco) è un comune svizzero di 3 862 abitanti del Canton Argovia, nel distretto di Aarau.

## Monumenti e luoghi d'interesse

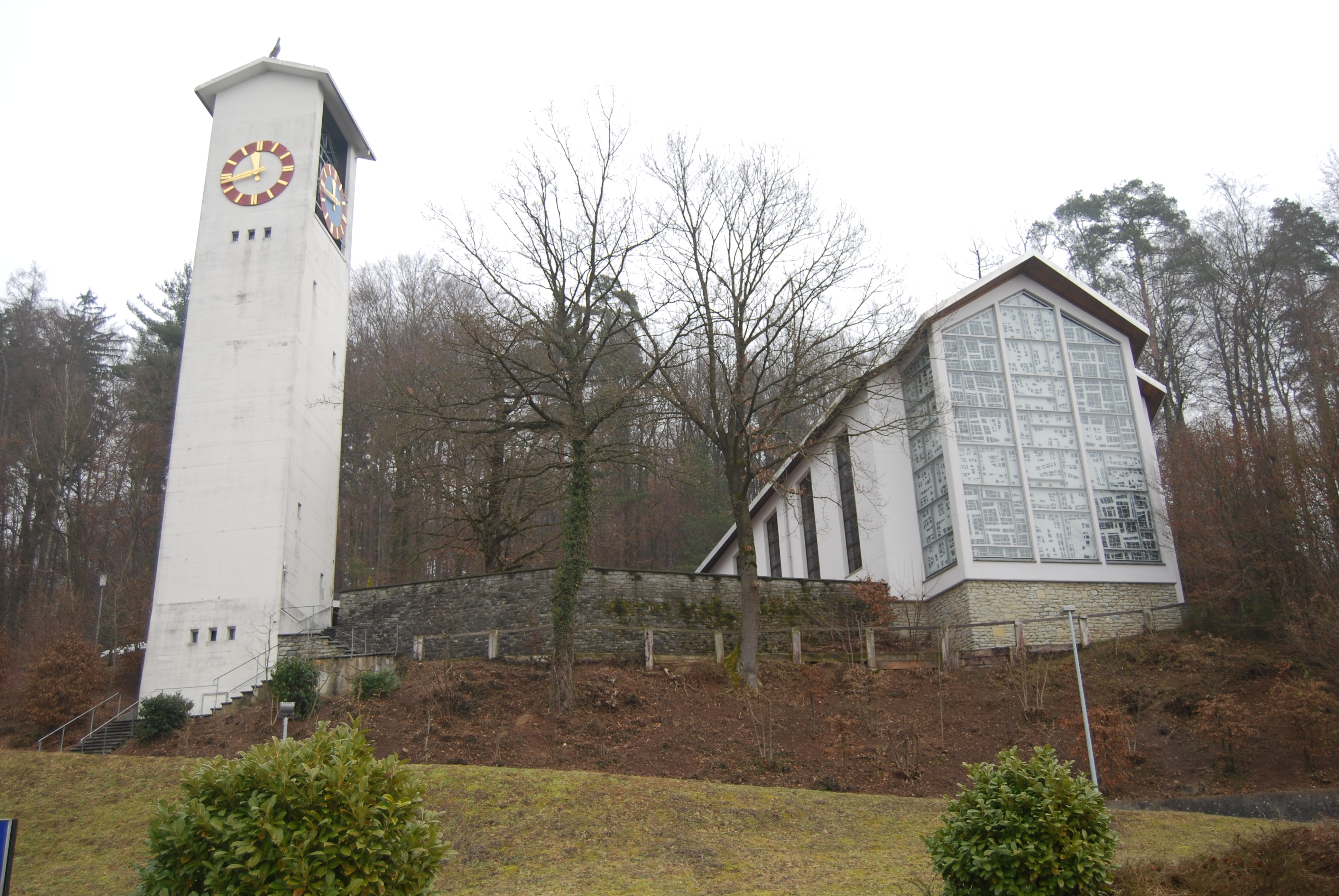
La chiesa riformata

- Chiesa riformata, eretta nel 1961[1].

## Società

### Evoluzione demografica
L'evoluzione demografica è riportata nella seguente tabella:
Abitanti censiti

## Infrastrutture e trasporti

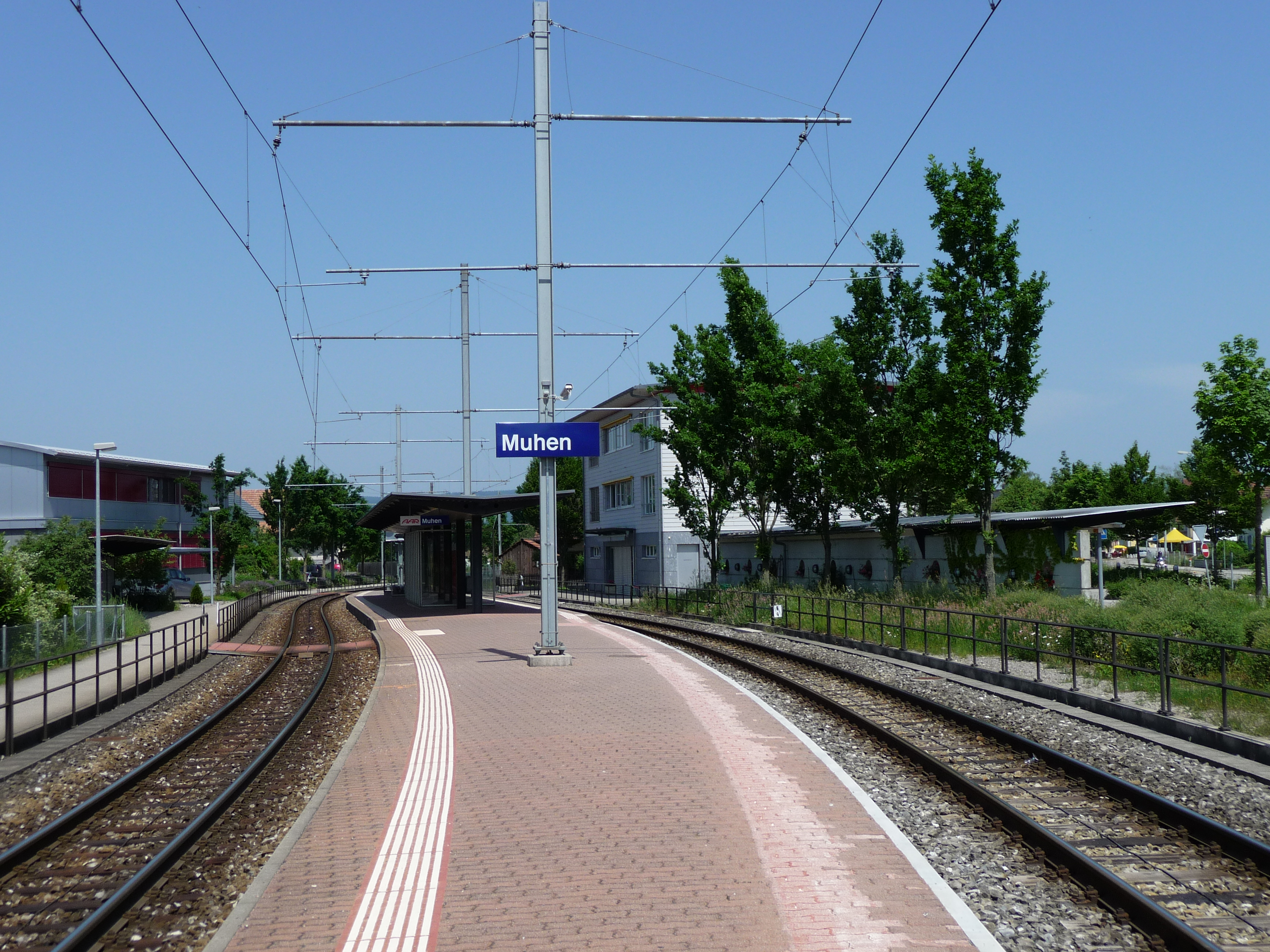
La stazione di Muhen

Muhen è servito dall'omonima stazione sulla Wynental- und Suhrentalbahn (linea S14 della rete celere dell'Argovia).

## Amministrazione
Ogni famiglia originaria del luogo fa parte del cosiddetto comune patriziale e ha la responsabilità della manutenzione di ogni bene ricadente all'interno dei confini del comune.